# Cell-0
Cell-0 (pronunciado "Cell Zero") é o nono álbum da banda finlandesa de cello metal Apocalyptica. Foi lançado em 10 de janeiro de 2020. É o primeiro álbum totalmente instrumental do grupo desde Reflections, de 2003, e seu primeiro lançamento em estúdio desde Shadowmaker, lançado 4 anos e 9 meses antes, resultando na maior espera entre álbuns deles.

## Contexto
Cell-0 foi preparado depois de uma turnê longa em comemoração ao 20º aniversário de seu álbum de estreia, o tributo instrumental ao Metallica Plays Metallica by Four Cellos (1996). Tais apresentações inspiraram os membros a voltar para música totalmente instrumental, o que eles não tinham feito em 17 anos. A reação positiva do público às faixas instrumentais também foi levada em consideração.
A turnê não era para ter sido tão longa, mas os fãs reagiram tão positivamente ao anúncio dos primeiros shows que a banda continuou acrescentando mais e mais datas, aumentando o número total de apresentações de 30 originalmente planejadas para um total de 230. Combinada com os shows da turnê do Shadowmaker, a banda fez cerca de 500 shows entre os dois álbuns.

## Gravação e divulgação
Cell-0 levou dois meses para ser escrito e foi gravado, editado e mixado em um período de cinco meses.
Foi autoproduzido pela banda e concebido sem uma gravadora por trás, resultando em mais liberdade criativa, o que levou o violoncelista Perttu Kivilaakso a notar alguns elementos progressivos em sua música, especialmente na faixa "Fire & Ice", que começa com melodias celtas executadas pelo flautista do Nightwish, Troy Donockley, e termina com riffs que ele descreveu como "caóticos" e "complexos".
Em 3 de junho de 2019, a banda anunciou que havia concluído o trabalho no álbum, após três meses de gravação no Sonic Pump Studios, em Helsinque. Mais tarde naquele mês, eles anunciaram que assinaram com a Silver Lining Music, através da qual lançariam o trabalho estúdio então ainda por anunciar.
Em 3 de outubro, a banda anunciou o título, a capa e a data de lançamento do álbum. Eles comentaram que "é difícil expressar sem letras, mas em 'Cell-0', encontramos partículas de nosso universo anteriormente desconhecidas para nós. Milhões de notas se combinam para criar música, assim como milhões de células se combinam para criar vida, e quando você visualiza a coisa toda, padrões semelhantes aparecem. "
No mesmo dia, eles lançaram um vídeo para a abertura do álbum "Ashes of the Modern World", dirigido por Ville Juurikkala. Em 1º de novembro, eles lançaram um vídeo para "Rise", dirigido por Lisa Mann em colaboração com o diretor de fotografia Jason George que retrata uma uma pintura impressionista viva. Em 12 de dezembro, outro vídeo foi lançado, desta vez para "En Route to Mayhem", que discute as ações dos seres humanos em relação à vida no planeta. Em 10 de janeiro de 2020, simultaneamente com o lançamento do álbum, o áudio da faixa-título "Cell-0" foi lançado.

## Conceito
O álbum gira em torno de um conceito criado pela banda que se relaciona a uma "partícula de Deus". Segundo o baterista Mikko Sirén, "na nossa cabeça, existe uma coisa indefinida que você não pode identificar, que não pode ver ou sentir, mas está lá. É meio que o tipo de centro de tudo neste álbum." Ele também disse: 
| “ | No álbum, tem muito sobre coisas, muito sobre partículas, como tudo é feito das menores partículas se você fala de células para criar algo que é vivo, que muitas células são necessárias para criar algo, e a nível atômico, você precisa de um monte de átomos para criar algo. Mas mesmo que células criassem algo, elas não fazem nada vivo. É preciso haver essa 'Cell-0' ('célula zero'), é preciso haver essa essência de algo. E veio basicamente da perspectiva musical. Se você pensar em música, ela é feita de partículas minúsculas. Há notas, há pausas, há ritmos, há isso, isso e isso. Quando você junta todas, é quase como música, mas falta a alma, a alma da canção, que é algo que você não pode colocar em uma nota. Você não pode colocar numa partitura. É a emoção. O fator x. Essa é a 'Cell-0' para a música. | ” |

 Ele também diz que o álbum discute "política ou questões sociais, ambientais ou algo assim. Foi uma daquelas coisas que surpreendentemente as pessoas se desconectaram uma das outras, da natureza, da terra e tudo mais. Talvez o 'Cell-0' seja aquela coisa que perdemos. Não temos mais a capacidade de nos conectar, principalmente nos últimos dez anos. O mundo mudou. "
A música também reflete a capacidade da humanidade de construir e destruir. "A humanidade é incrível quando se trata de construir algo, mas somos capazes de destruir ainda mais facilmente. Assim, as músicas explodem em pedaços às vezes. Queríamos dar uma olhada filosófica no que o homem constrói e no que ele destrói.

### Capa
A capa de Cell-0 mostra um violoncelo se desfazendo aos pedaços, de modo a ligar-se ao conceito geral de partículas do álbum. Perttu disse que "desde que voltamos às nossas raízes, parecia óbvio para nós colocar o violoncelo na frente da capa".

## Lista de faixas
| N.º            | Título                                                | Duração |  |
| 1.             | "Ashes of the Modern World" (Cinzas do Mundo Moderno) | 6:29    |  |
| 2.             | "Cell-0"                                              | 9:57    |  |
| 3.             | "Rise" (Ressurgir)                                    | 5:22    |  |
| 4.             | "En Route to Mayhem" (A Caminho da Desordem)          | 5:28    |  |
| 5.             | "Call My Name" (Chame Meu Nome)                       | 3:55    |  |
| 6.             | "Fire & Ice" (Fogo e Gelo; com Troy Donockley)        | 5:21    |  |
| 7.             | "Scream for the Silent" (Grite pelos Silenciosos)     | 5:12    |  |
| 8.             | "Catharsis" (Catarse)                                 | 4:58    |  |
| 9.             | "Beyond the Stars" (Além das Estrelas)                | 6:54    |  |
| Duração total: | Duração total:                                        | 53:36   |  |

## Créditos
Apocalyptica
- Perttu Kivilaakso - violoncelo
- Paavo Lötjönen - violoncelo
- Eicca Toppinen - violoncelo
- Mikko Sirén - bateria, percussão

Participações especiais
- Troy Donockley - gaita irlandesa, gaita de foles em "Fire & Ice"[1]

Pessoal técnico
- Andrew Scheps - mixagem[3]

## Paradas
| Parada (2020)                         | maior colocação |
| ------------------------------------- | --------------- |
| Finlândia (Suomen virallinen lista)   | 13              |
| French Albums (SNEP)                  | 192             |
| Alemanha (Offizielle Deutsche Charts) | 24              |
| Escócia (Official Scottish Albums)    | 69              |
| Spanish Albums (PROMUSICAE)           | 76              |
| Suíça (Schweizer Hitparade)           | 11              |